# 久留島典子
久留島 典子（くるしま のりこ、1955年6月 - ）は、日本の歴史学者、元東京大学史料編纂所教授。現在は神奈川大学国際日本学部歴史民俗学科教授。専門は日本中世史。

## 来歴
1978年東京大学文学部国史学科卒業、1980年大学院文学研究科修士課程修了、博士課程中退。東京大学史料編纂所助手、助教授、教授、2013年所長。2015年東京大学附属図書館長。古文書・古記録部門。2021年神奈川大学国際日本学部歴史民俗学科教授に就任。専門は日本中世史（後期中世期社会）。女性史に関する研究も多い。

## 著書
- 『日本の歴史13 一揆と戦国大名』講談社(2001) のち講談社学術文庫
- 『一揆の世界と法』山川出版社　日本史リブレット 2011

### 共編など
- 中村吉治編「中村吉治収集土-揆史料集成」下巻 校訂 校倉書房 1998
- 『史料を読み解く 1 中世文書の流れ』五味文彦共編 山川出版社 2006
- 『展望日本歴史 11 室町の社会』榎原雅治共編 東京堂出版 2006

### 学会
- 歴史学研究会、日本史研究会、史学会、日本歴史学会所属。

## 参考
- J-GLOBAL 研究者情報